# Lophira
Lophira is een geslacht uit de familie Ochnaceae. De soorten uit het geslacht komen voor van in westelijk tropisch Afrika tot in Oeganda. De soort Lophira alata levert het hardhout azobé.

## Soorten
- Lophira alata Banks ex C.F.Gaertn.
- Lophira lanceolata Tiegh. ex Keay